# أليس كونور
أليس كونور (بالإنجليزية: Alice Connor)‏ هي ممثلة بريطانية، ولدت في 2 أغسطس 1990 في المملكة المتحدة.

## وصلات خارجية
- أليس كونور على موقع IMDb (الإنجليزية)
- أليس كونور على موقع ألو سيني (الفرنسية)
- أليس كونور على موقع أول موفي (الإنجليزية)
- أليس كونور على موقع قاعدة بيانات الفيلم (الإنجليزية)
- أليس كونور على موقع كينوبويسك (الروسية)